# Eugénia francia császárné
Eugenia de Montijo (franciául: Eugénie de Montijo, született: Maria Eugenia Ignacia Augustina Palafox de Guzmán Portocarrero y Kirkpatrick; Granada, Spanyolország, 1826. május 5. – Madrid, Spanyolország, 1920. július 11.), spanyol nemesasszony, aki III. Napoléon Bonaparte feleségeként a franciák császárnéja 1853 januárjától a monarchia 1870 szeptemberében való megszűnéséig. 
Spanyol főnemesi családba született, sok generációs felmenői között megtalálható I. Márton aragóniai és V. István magyar király is. Házasságát megelőzően Teba grófnője (spanyolul: Condesa de Teba) néven volt ismeretes. III. Napóleon francia császárral 1853 januárjában kötött szerelmi házasságot, bár idővel eltávolodtak egymástól. Egy gyermekük született, a trónörökös, Napóleon Lajos császári herceg. Eugénia a kor divatjának meghatározó alakja és formálója volt. A császárné emellett aktívan támogatta férjét, aki gyakran kérte ki véleményét politikai ügyekben, Napóleon távollétében pedig három alkalommal is a Második Francia Császárság régense volt.
A rendszer bukását követően családjával száműzetésbe vonultak Nagy-Britanniába. Eugénia férjét és fiát is túlélte, és 1920. július 11-én, kilencvennégy éves korában hunyt el szülőhazájában, Spanyolországban.

## Származása, családja
Franciaország utolsó császárnéja Spanyolországban, Granadában született. Apja Don Cipriano Palafox de Guzmán y Portocarrero volt, Teba grófja, aki később felvette elhunyt öccsének, Montijo grófjának címét is. Édesanyja a gróf félig skót, félig spanyol felesége, Maria Manuela Kirkpatrick volt. Apja, Teba és Montijo grófja az Első Császárság idején a francia hadseregben szolgált tüzértisztként. A hatodik koalíció elleni háborúban, amikor a szövetségesek már a fővárost fenyegették, apja az École Polytechnique tiszti akadémia növendékeinek élén részt vett az 1814-es párizsi csatában. A napóleoni megszállástól sokat szenvedett szülőhazájában emiatt őt „afrancesadó”nak, azaz kollaboránsnak tartották.
Anyai nagyapja, a skót születésű William Kirkpatrick az Egyesült Államok malagai konzulja volt, később pedig borkimérést vezetett. Eugénia nővére, Maria Francisca de Sales, aki szintén örökölte a Montijo címet sok más mellékes családi titulussal egyetemben, Alba hercegéhez ment feleségül, ám 1860-ban elhunyt. Egyes források szerint nem Don Cipriano volt a két lány vér szerinti apja. Az a szóbeszéd járta, hogy az igazi apa egy brit diplomata, a később külügyminiszterségig jutó George William Frederick Villiers, Clarendon grófja volt.
A korabeli híresztelések ellenére királyi ősöktől származott, V. István magyar királynak a 20. generációs leszármazottja volt, továbbá I. (Idős/Emberséges) Márton aragón királynak, valamint első feleségének, Luna Mária aragón királynénak volt a 15. generációs leszármazottja a házasságon kívül született unokájuk, Aragóniai Jolán révén, aki az egyetlen, nagykorúságot megért fiuknak, Ifjú Márton szicíliai királynak Agatuccia Pesce cataniai úrnővel folytatott titkos viszonyából született.

## Franciaország császárnéja

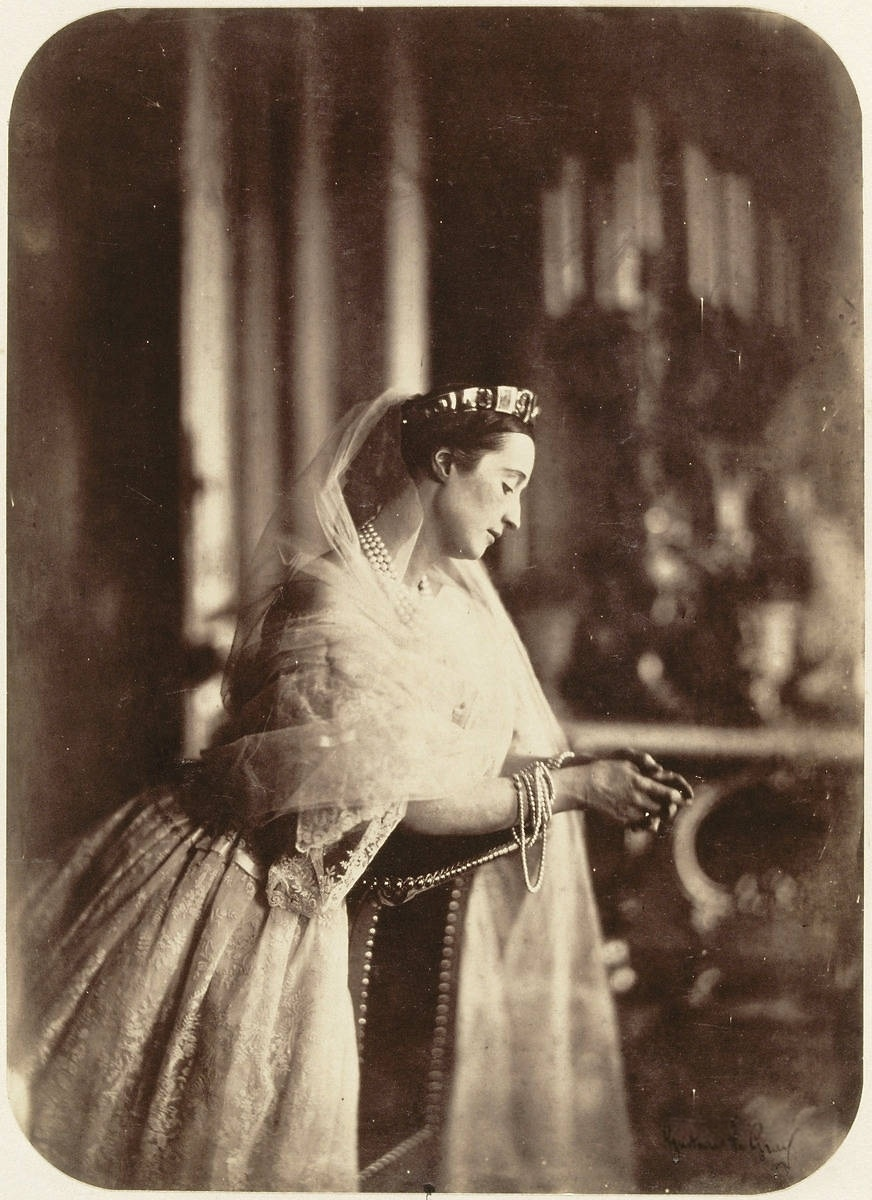
Eugénia császárné, 1856

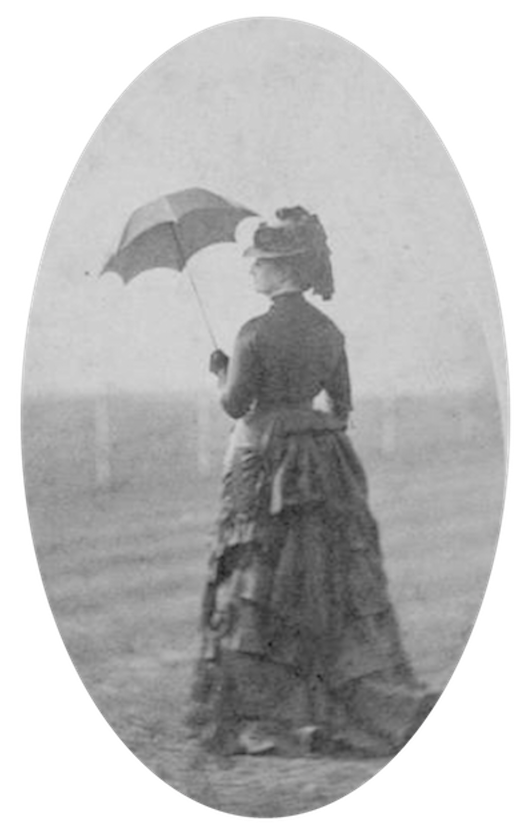
Eugénia de Montijo az 1860-as évek közepén

Teba grófnője, ahogy házassága előtt ismerték, Párizsban nevelkedett, a Sacré Cœur-székesegyház arisztokraták körében népszerű zárdájában, ahol alapos római katolikus nevelésben részesítették. Amikor a nála 18 évvel idősebb Louis Napoléon herceget, I. Napóleon császár unokaöccsét 1848 decemberében a Második Francia Köztársaság elnökévé választották, Eugénia édesanyjával együtt megjelent az Élysée-palotában rendezett bálon. Itt találkozott a későbbi császárral, aki 1853. január 30-án vette feleségül, miután Viktória brit királynő tizenéves unokahúga, Adelaide von Hohenlohe-Langenburg hercegnő visszautasította közeledését. 1853. január 22-én III. Napóleon egy trónbeszédben hivatalosan is bejelentette eljegyzését a következő szavakkal: „Olyan nőt választottam, akit szeretek és tisztelek, nem pedig azt, akit nem is ismerek, és akivel a szövetség az előnyök mellett áldozatokkal is járna.”[forrás?]
Az úgynevezett szerelmi házasságot némi szarkazmussal kommentálta a brit The Times: „Nem kis derültségünkre szolgál megtudni, hogy a Francia Császárság krónikájának ez a romantikus eseménye erős ellenkezést és végletes bosszúságot váltott ki. A császári család, a Minisztertanács, de még az alacsonyabb rendű környezetük is felháborító megaláztatásnak tekintik ezt a házasságot…”[forrás?]. A történelmi családból származó, 26 éves, vérbeli spanyol grófnő – utalt rá a brit lap szándékosan rosszul leplezett gunyorossággal – nem volt elég jó a Bonaparte családnak, ami alig két generációval ezelőtt lépett ki a korzikai ismeretlenségből.

## A politika és a divat élvonalában

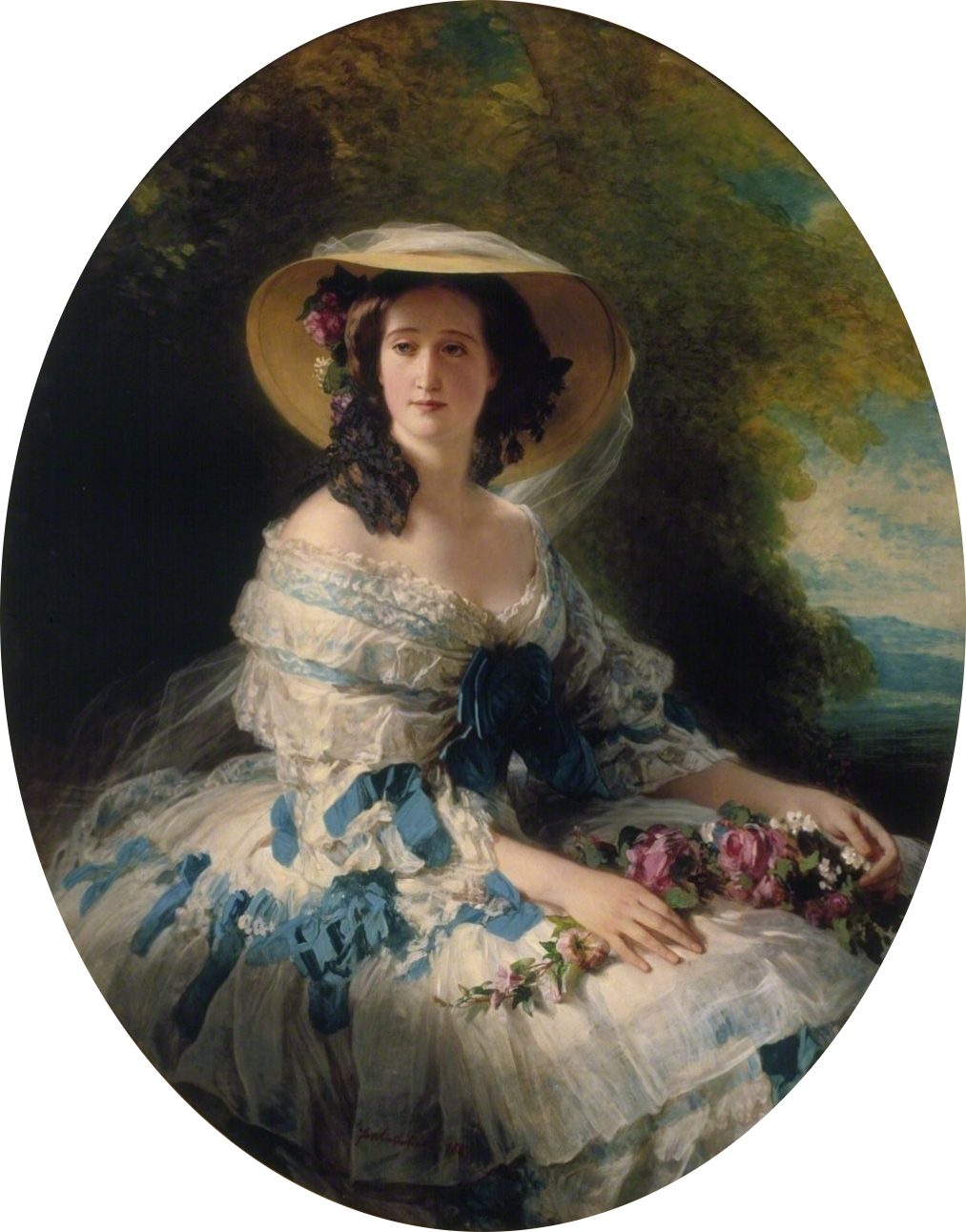
Eugénia, a „divatdiktátor”

1856. március 16-án a császárné életet adott egyetlen gyermekének, Napoléon Eugène Louis Jean Joseph Bonaparte császári hercegnek. Mivel művelt és rendkívül intelligens asszony volt, férje gyakran kikérte véleményét fontos ügyekben. Három alkalommal, távollétében, a császár Eugénia császárnét tette meg régenssé (1859-ben, 1865-ben és 1870-ben). Eugénia minden liberális tendenciát ellenzett a császári politikában, és rendíthetetlen védelmezője volt a pápaság hatalmának Itáliában.
Eugénia szépségével, eleganciájával és bájos modorával nagyban hozzájárult a Második Francia Császárság csillogásához. Az európai divat is a császárné öltözködését követte: 1855-ben a párizsi udvarból indult hódító útjára az abroncsos szoknya, majd amikor az 1860-as évek vége felé Eugénia (szabójának, Charles Worth-nek tanácsára) szakított a hatalmas szoknyákkal, a divat ismét az ő ruháit kezdte mintának tartani. A forradalom idején kivégzett Marie Antoinette királyné iránt mutatott érdeklődése divatba hozta XVI. Lajos idejének neoklasszicista bútorait és belső bútorzatát, dekorációját, az empire stílust.

## A császárság bukása után

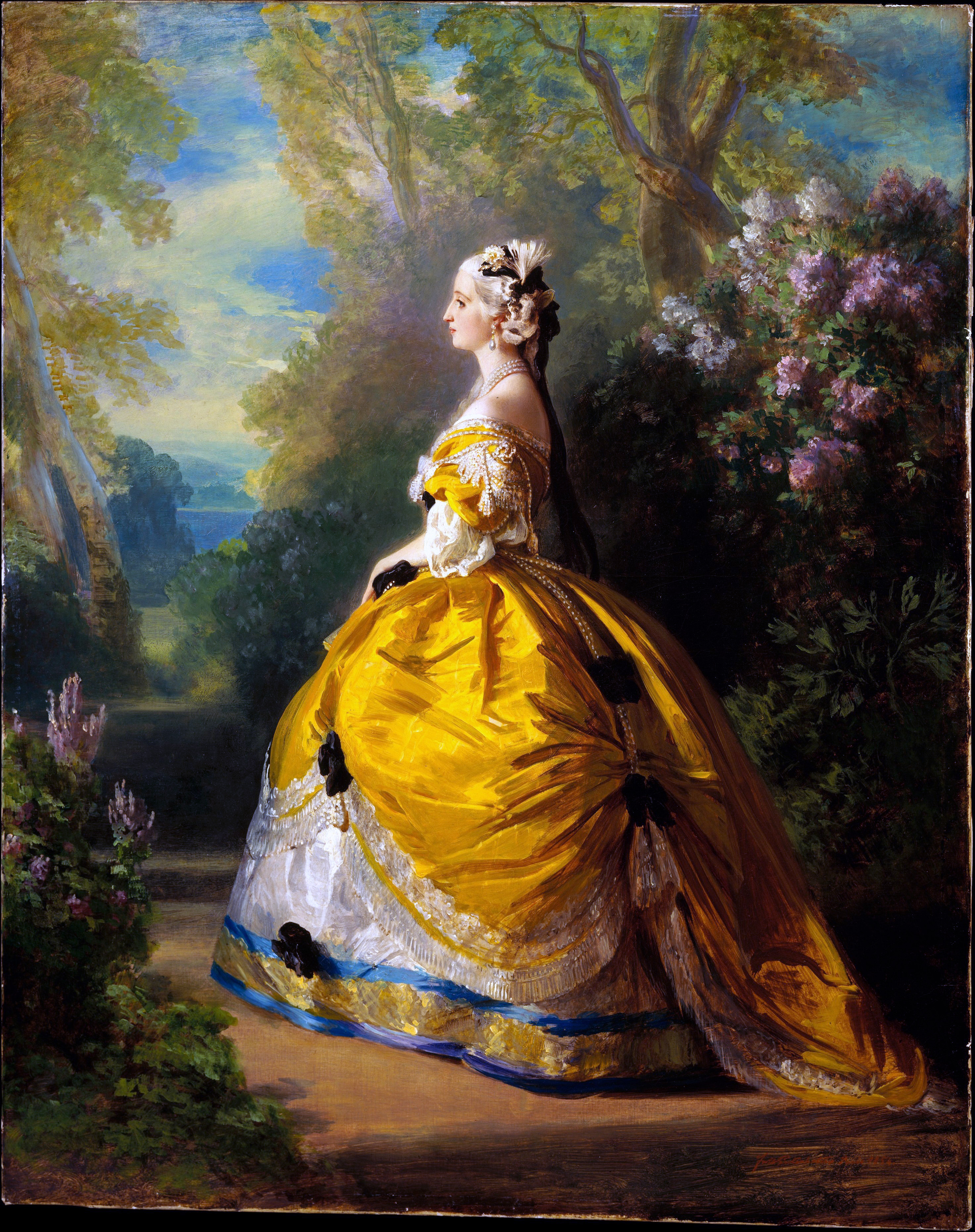
Eugénia császárné Marie Antoinette jelmezében (Franz Xaver Winterhalter festménye)

Amikor a porosz–francia háborús vereséget követően megdőlt a Második Császárság, a császárnő családjával együtt Angliában, a kenti Chislehurstben talált menedékre. III. Napóleon halála után, 1873-ban özvegye a hampshire-i Farnborough-ba költözött, illetve vett egy villát Cap Martinben a francia Riviérán, ahol teljes visszavonultságban élt, távol a közélettől. Egyetlen fia, Napóleon Lajos császári herceg 1879-ben a brit gyarmati hadsereg tisztjeként Dél-Afrikában egy zulukkal vívott összecsapásban esett el.
Az özvegy császárné hosszú élete folyamán mindvégig megőrizte politikai tisztánlátását. Az első világháborút lezáró versailles-i békeszerződések kapcsán 92 éves korában kijelentette, hogy „ez nem béke, hanem a következő háború magvainak elvetése”.[forrás?]
Az excsászárné 1920 júliusában, 94 éves korában hunyt el egy Spanyolországban, szülőföldjén tett látogatás során. Farnborough-ban, a Szent Mihálynak szentelt Császári Kriptában temették el férje és fia mellé.

## A császárné emlékezete
A trónt vesztett Bonaparte család jó kapcsolatokat ápolt a brit királyi házzal, amit az is jelzett, hogy Eugénia lett a keresztanyja Beatrix hercegnő 1887-ben született gyermekének, Viktória Eugénia battenbergi hercegnőnek, aki később Spanyolország királynéja lett. Emléke még ma is él, András yorki herceg 1990-ben Eugéniának nevezte el második leányát.
A világűrben is megemlékeztek a császárnéról: a 45 Eugénia elnevezésű aszteroidát róla keresztelték el, annak holdja Eugénia gyermeke után a Petit-Prince, azaz Kis Herceg nevet kapta.